# Besleria petiolaris
Besleria petiolaris är en tvåhjärtbladig växtart som först beskrevs av August Heinrich Rudolf Grisebach, och fick sitt nu gällande namn av Ignatz Urban. Besleria petiolaris ingår i släktet Besleria och familjen Gesneriaceae. Inga underarter finns listade i Catalogue of Life.